# Michel Leiris
Michel Leiris (París, 20 d'abril de 1901 - Saint-Hilaire, 30 de setembre de 1990) va ser un escriptor i etnògraf francès.

## Biografia
Membre d'una família burgesa i cultivada, es va llicenciar en filosofia el 1918 i, després d'un breu intent d'estudiar química, va desenvolupar un fort interès per la poesia i el jazz. Entre 1921 i 1924, Leiris va conèixer un important nombre de destacades figures del món de l'art, com Max Jacob, Georges Henri Rivière, Jean Dubuffet, Robert Desnos o Georges Bataille, entre d'altres. André Masson aviat es va convertir en el seu mentor. A través de Masson, Leiris es va convertir en membre del moviment surrealista, col·laborant en La Révolution surréaliste.
Va publicar Simulacre (1925) i Le Point Cardinal (1927). El 1926 va contreure matrimoni amb Louise Godon, fillastra del marxant de Picasso, Daniel-Henri Kahnweiler, i va viatjar a Egipte i Grècia.
Després d'un enfrontament amb André Breton el 1929, es va unir a l'equip de Bataille com a subdirector del diari surrealista Documents, on va contribuir de forma regular amb diversos articles. Va participar també en la missió etnogràfica coneguda com a Dakar-Djibouti, com a secretari del director de la missió, Marcel Griaule.
A partir d'aquesta experiència va publicar el seu primer llibre rellevant, l'Afrique Fantomas en què es combinaven l'estudi etnogràfic amb l'autobiografia, trencant amb l'estil tradicional d'escriptura de les obres d'etnografia. Al seu retorn, va començar a treballar com etnògraf al Musée de l'Homme, càrrec que va exercir fins al 1971.
El 1937, juntament amb Bataille i Roger Caillois, va fundar el Collège de Sociologie en resposta a la situació internacional del moment. Involucrat cada vegada més en política, va participar el 1945 en una destacada missió a Costa d'Ivori. Els seus informes van servir per a la supressió de l'esclavitud en les colònies franceses.
Leiris es va veure embolicat en diversos temes polítics, com la Guerra d'Independència d'Algèria, i va ser un dels primers a signar un manifest a favor de la lluita contra els poders colonials en aquest país africà.
El 1961 va ser nomenat director del C.N.R.S. (Centre Nacional de la Recerca Científica) i va publicar nombrosos textos crítics d'artistes als quals admirava, com Francis Bacon, de qui era amic íntim.
Considerat com una de les figures més destacades de la literatura francesa del segle xx, Leiris va deixar nombroses obres en els més variats estils: des de l'autobiografia a la crítica musical, passant pels treballs científics.

## Llibres publicats
Algunes de les seves obres més destacades són:
- 1925 - Simulacre
- 1927 - Le Point Cardinal
- 1934 - L'Afrique Fantôme
- 1939 - L'Age d'home (en català: L'edat d'home. Edicions 62, col·lecció MOLU-sXX, 1992. ISBN 978-84-297-3536-9. Trad. Ramon Lladó Soler)
- 1943 - Haut Mal (poemes)
- 1946 - Aurora
- 1948 - Biffures (La Règle du Jeu - I)
- 1955 - Fourbis (La Règle du Jeu - II)
- 1958 - La Possession et ses aspects théatraux chez les Éthipien du Gondar
- 1961 - Nuits sans nuits et quelques jours sans jour
- 1964 - Grande fuite de neige
- 1966 - Fibrilles (La Règle du Jeu - III)
- 1967 - Afrique Noire: la Création Plastique (en colaboración con Jacqueline Delange)
- 1969 - Cinq études d'ethnologie
- 1969 - Mots sans Mémoire (aplec de textos poètics)
- 1971 - André Masson, "Massacres" et autres dessins
- 1974 - Francis Bacon ou la vérité criante
- 1976 - Frêle Bruit (La Règle du Jeu - IV)
- 1978 - Alberto Giacometti
- 1980 - Au verso des images
- 1985 - Langage tangage
- 1987 - Francis Bacon
- 1988 - A cor et à cri
- 1989 - Bacon le hors-la-loi
- 1992 - Zébrage
- 1992 - Journal 1922-1989
- 1994 - Journal de Chine
- 1996 - Miroir de l'Afrique (recopilatori pòstum de textos sobre Àfrica)